# Lijst van burgemeesters van Dieren
Dit is een lijst van burgemeesters van de voormalige Nederlandse gemeente Dieren in de provincie Gelderland tot de opheffing van de gemeente op 31 december 1817.
| Ambtsperiode | Naam burgemeester                                         | Partij of stroming | Bijzonderheden |
| ------------ | --------------------------------------------------------- | ------------------ | --- |
| 1811 - 1814  | Gerrit Jan (baron) van Rhemen (tot den Gelderschen Toren) |                    | maire, 1813 schout; hij werd begin 1813 Frans baron de l'Empire, in 1814 Nederlands jonkheer en in 1819 erkend als baron |
| 1814 - 1817  | Jan Willemse                                              |                    | schout |